# Ký ninh Nam Phi
Ký ninh Nam Phi, tên khoa học Rauvolfia caffra, là một loài thực vật có hoa trong họ La bố ma. Loài này được Sond. miêu tả khoa học đầu tiên năm 1850.

## Hình ảnh

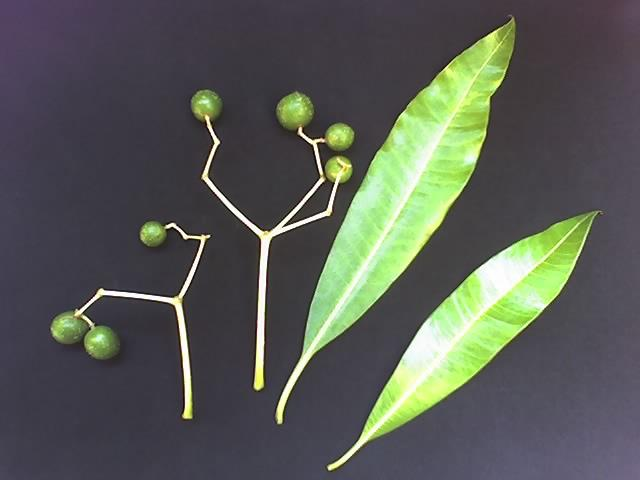